# ناتالي إيمانويل
ناتالي جوان إيمانويل (بالإنجليزية: Nathalie Emmanuel)‏  (ولدت في 2 مارس 1989) ممثلة إنجليزية، بدأت ايمانويل حياتها المهنية التمثيلية على خشبة المسرح في أواخر التسعينات، وتولت أدوارا في مختلف إنتاجات مسارح وست اند مثل المسرحية الموسيقية الأسد الملك. كما مثلت شخصية ميساندي في مسلسل صراع العروش.

## روابط خارجية
- ناتالي إيمانويل على موقع IMDb (الإنجليزية)
- ناتالي إيمانويل على موقع ميتاكريتيك (الإنجليزية)
- ناتالي إيمانويل على موقع روتن توميتوز (الإنجليزية)
- ناتالي إيمانويل على موقع ألو سيني (الفرنسية)
- ناتالي إيمانويل على موقع أول موفي (الإنجليزية)
- ناتالي إيمانويل على موقع قاعدة بيانات الفيلم (الإنجليزية)